# Ährenfisch
Der Ähren- oder Streifenfisch (Atherina presbyter) ist eine Art der Altweltlichen Ährenfische, die im Nordostatlantik, der Nordsee sowie im westlichen Mittelmeer anzutreffen ist.

## Merkmale
Der Ährenfisch hat einen lang gestreckten und schlanken Körper und erreicht eine Körperlänge von 16 bis maximal 20 Zentimetern, wobei er mehr als viermal so lang wie hoch ist. Der spitze Kopf besitzt ein schräg nach oben weisendes, oberständiges Maul. Der Körper ist durchscheinend mit graublauem Rücken und silbrigweißen Flanken, die einen grauen Längsstreifen tragen.
Die Rückenflosse ist geteilt. Die erste Rückenflosse besitzt 7 bis 8 harte Flossenstrahlen, die zweite Rückenflosse sitzt über der Analflosse und hat einen Hartstrahl und 12 bis 14 Weichstrahlen. Die Afterflosse besitzt einen harten und 14 bis 16 weiche Flossenstrahlen. Die Bauchflossen sind brustständig. Insgesamt liegen 52 bis 57 Schuppen entlang der Seitenlinie.

## Verbreitung
Der Ährenfisch ist im nordöstlichen Atlantik vom Kattegat über die Nordsee und Großbritannien bis nach Nordafrika sowie im westlichen Mittelmeer anzutreffen.

## Lebensweise
Ährenfische leben als Schwarmfische im küstennahen Bereich in Tiefen bis 20 Metern, wobei sie gelegentlich auch in Lagunen und in das Brackwasser von Flussmündungen eindringen. Sie sind dabei vor allem im Bereich der Oberfläche anzutreffen und ernähren sich von Fischlarven und Planktonorganismen.
Die Fortpflanzungszeit der Fische reicht vom April bis zum Juli. Die 1,8 bis 2,0 Millimeter großen Eier werden ins Freiwasser abgegeben und verhaken sich mit feinen Fäden an Algen und Steinen. Die Larven schlüpfen mit einer Länge etwa 7 Millimetern. Das Höchstalter liegt bei etwa 4 Jahren.

## Belege
1. 1 2 3 4 5  Andreas Vilcinskas: Fische - Mitteleuropäische Süßwasserarten und Meeresfische der Nord- und Ostsee. BLV Verlagsgesellschaft, München 2000; S. 140; ISBN 3-405-15848-6.
2. 1 2  Ährenfisch auf Fishbase.org (englisch)